# Andy Nagy
Andy Nagy (* 16. Juli 1991 in Toledo, Ohio) ist ein US-amerikanischer Schiedsrichter im Basketball, der seit dem Jahr 2019 in der NBA tätig ist. Er trägt die Uniform mit der Nummer 83.

## Karriere

### College-Basketball
Vor dem Einstieg in die NBA arbeitete er neun Jahre als College-Basketballschiedsrichter u. a. in der Atlantic 10 Conference, Atlantic Sun Conference, Horizon League und Mid-American Conference.

### National Basketball Association
Nagy begann im Jahr 2019 seine NBA-Schiedsrichterlaufbahn beim Spiel der Oklahoma City Thunder gegen die New Orleans Pelicans.
Zuvor war er sechs Jahre als Schiedsrichter in der NBA G-League tätig.